# Garai (település)
Garai település Spanyolországban,  Bizkaia tartományban. Garai Berriz, Abadiño és Iurreta községekkel határos. Lakosainak száma 342 fő (2024).

## Népesség
A település népessége az utóbbi években az alábbiak szerint változott:
| Lakosok száma | 240  | 285  | 309  | 318  | 342  | 316  | 308  | 327  | 334  | 342  |
|               | 2001 | 2004 | 2007 | 2009 | 2012 | 2014 | 2017 | 2019 | 2022 | 2024 |